# Hors de combat
Hors de combat dosłownie znaczy "poza walką". Jest to francuski termin używany w dyplomacji i prawie międzynarodowym, jako określenie żołnierza, który jest niezdolny do pełnienia swoich wojskowych funkcji. Przykładem takiej osoby może być zestrzelony pilot, lecz także każdy chory lub ranny. Według wojennych praw, żołnierze hors de combat mają zagwarantowane specjalne przywileje i ochronę.
Kurt Vonnegut na tytułowej stronie swojej znanej pacyfistycznej książki Rzeźnia numer pięć pisze o sobie: "(...) a kiedyś jako zwiadowca amerykańskiej piechoty, hors de combat, został wzięty do niewoli i był świadkiem bombardowania Drezna (...)"